# Ehrenmal des Infanterie-Regiments Nr. 29

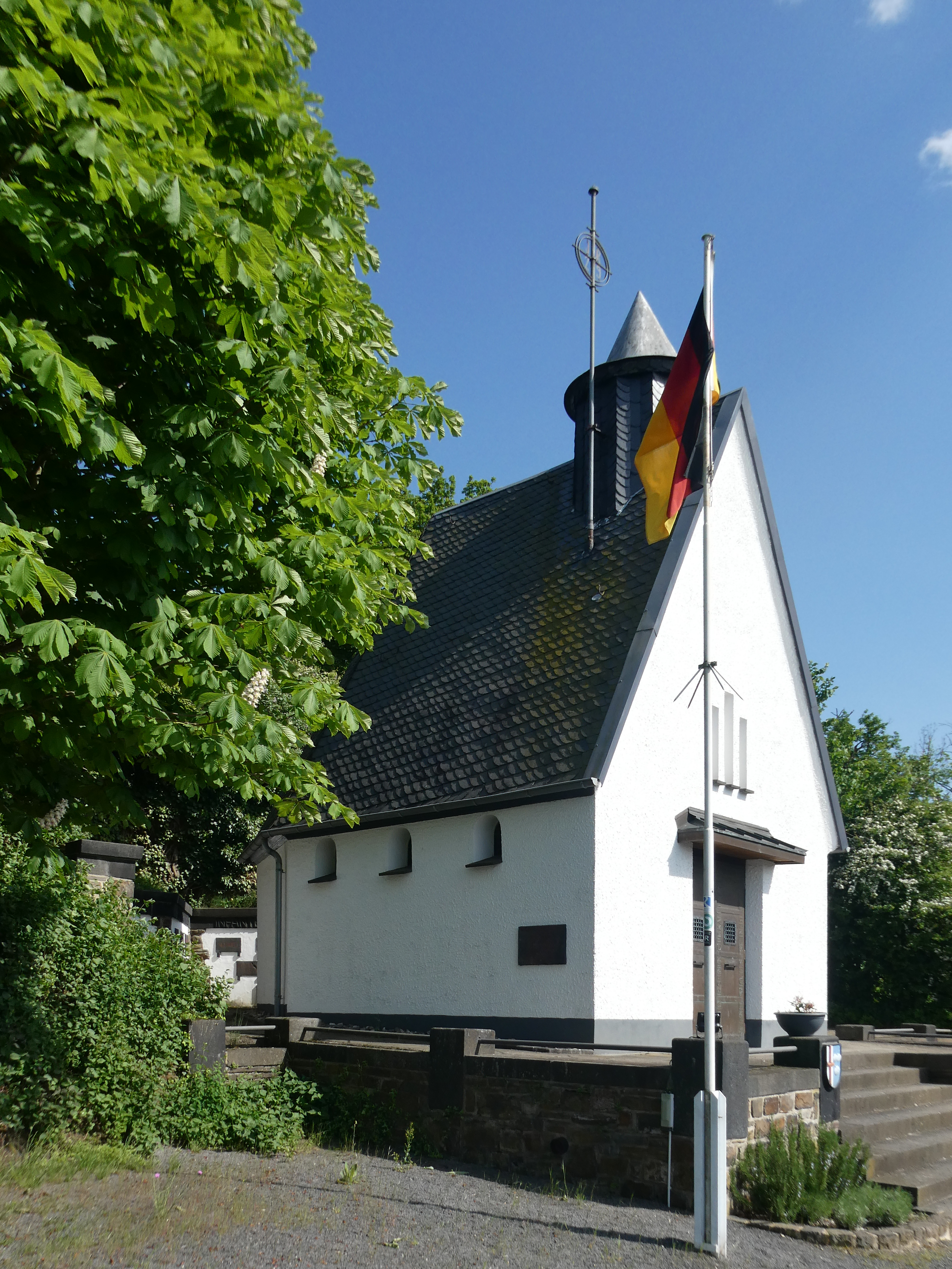
Ehrenmal-Kapelle

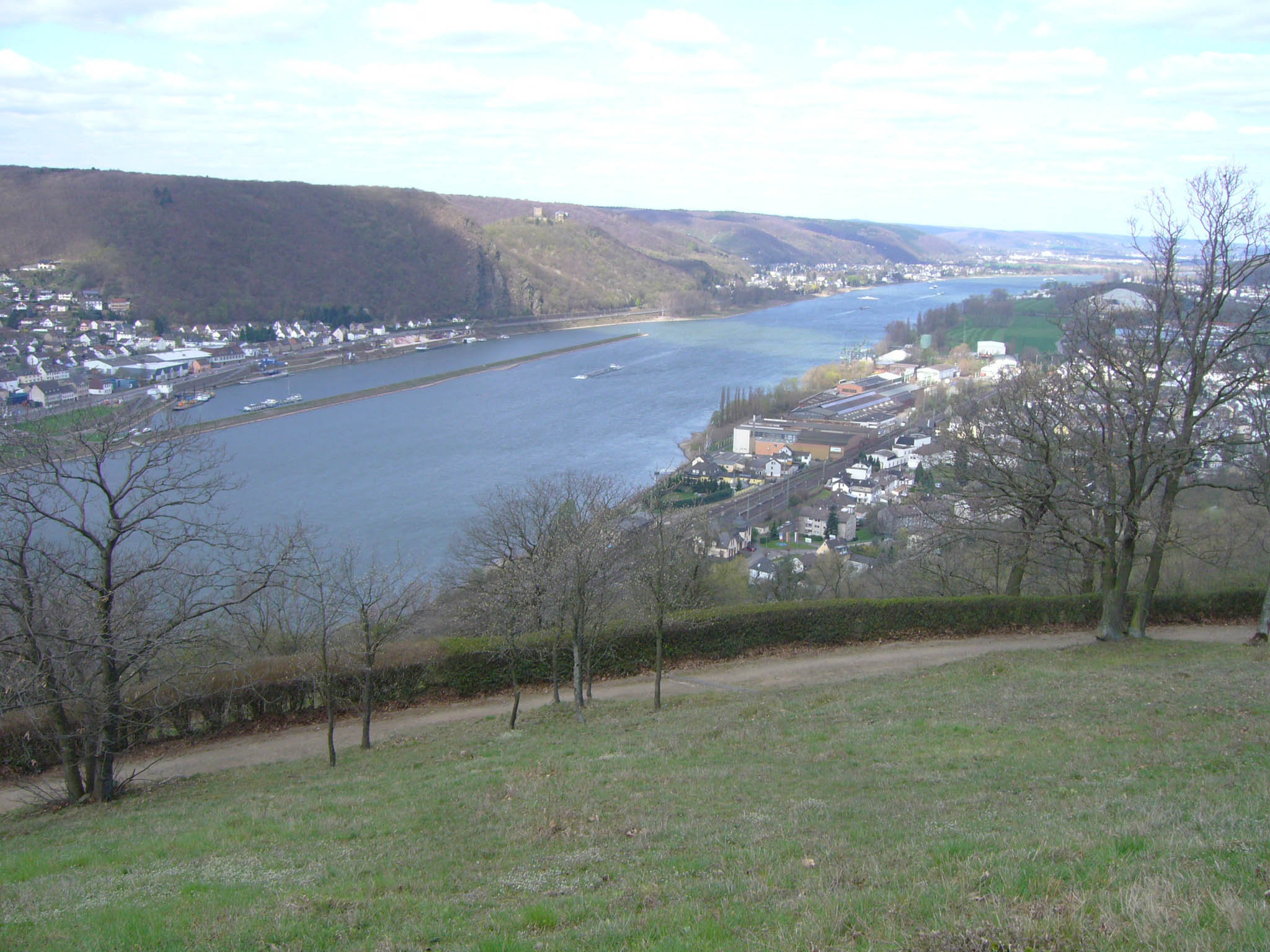
Blick vom Ehrenmal ins Tal

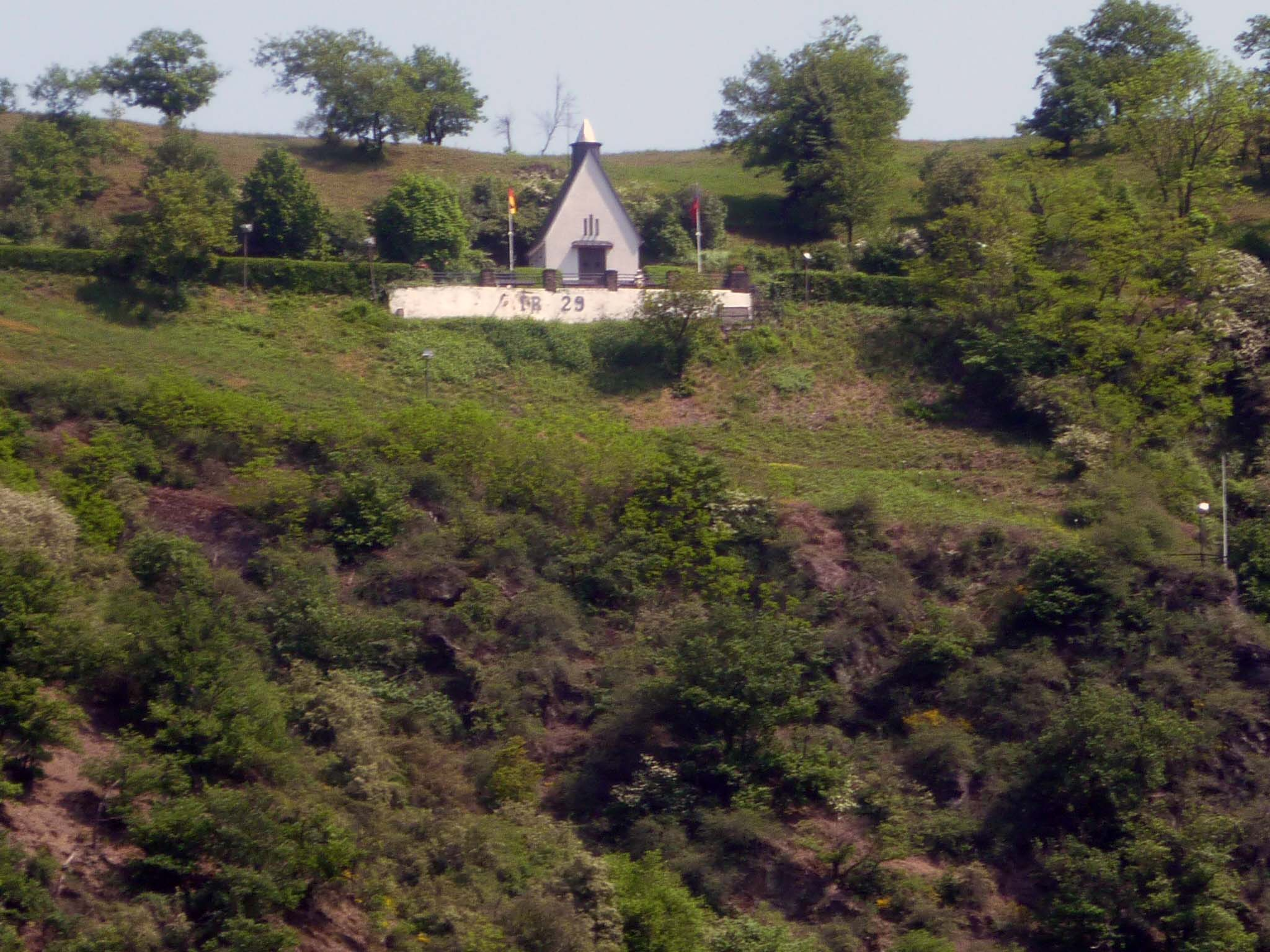
Blick auf das Ehrenmal von Brohl aus

Das Ehrenmal des Infanterie-Regiments „von Horn“ (3. Rheinisches) Nr. 29 wurde zwischen 1931 und 1933 auf einer Anhöhe in Rheinbrohl, der Rheinbrohler Ley, errichtet.

## Geschichte
Das Ehrenmal wurde als Ersatzruhestätte für die 3540 Gefallenen des Infanterie-Regiments Nr. 29 im Ersten Weltkrieg errichtet. Entworfen hatte es der Bildhauer und Leiter der Mayener Steinmetzfachschule Carl Burger. Der Standort Rheinbrohl wurde 1927 bei der Vertreterversammlung in Köln und beim Regimentstag 1928 in Altenkirchen gewählt, weil er fast im Mittelpunkt des ehemaligen Rekrutierungsgebiets des Regiments lag und weil das Ehrenmal auf dem Berg weithin sichtbar ist. Ein zweites Ehrenmal für die Gefallenen des Regiments im Deutsch-Französischen Krieg befindet sich in Gravelotte bei Metz, und ein Regimentsehrenstein steht auf dem Hauptfriedhof Trier.
Die Einweihungsfeierlichkeiten fanden am 6./7. Juli 1933 anlässlich eines Veteranentreffens statt. Im März 1945 wurde das Ehrenmal während der schweren Artillerie-Angriffe auf Rheinbrohl stark beschädigt. Anfang der 1950er-Jahre begannen ehemalige Regimentsangehörige aus dem Raum Bonn–Düsseldorf sowie die Gemeinde Rheinbrohl unter Mitwirkung ehemaliger 29er aus dem hiesigen Raum und des Junggesellenvereins Rheinbrohl mit der Sicherung des Gebäudes. In den Jahren 1958/1959 gründete sich die Vereinigung ehemaliger 29er und Förderer des Ehrenmals, die mit weiteren Unterstützern den Wiederaufbau übernahm. 1961 konnte dieser feierlich abgeschlossen werden. Die Vereinigung begann damals mit 20 Personen und hatte am 31. März 2010 bundesweit 381 Mitglieder.

## Architektur
Durch die Form einer Kapelle unterscheidet sich dieses Ehrenmal von vielen anderen Kriegerdenkmälern. Im Inneren ist an der Giebelwand ein Relief aus Keramik angebracht, das die vier apokalyptischen Reiter (Krieg, Pest, Hunger und Tod) aus der Offenbarung des Johannes und den darüber schreitenden Sämann darstellt. In der Mitte des Raums steht ein Sarkophag, in dem das Goldene Buch mit den Namen der 3540 gefallenen Soldaten eingeschlossen liegt. An den Wänden sind vier große Tafeln aus Muschelkalk befestigt, auf denen die Anzahl der Gefallenen der einzelnen Kompanien verzeichnet ist. Weiterhin sind Tafeln des ehemaligen Rheinbrohler Kriegerdenkmals mit den Namen gefallener Bürger angebracht. Die zweiflügelige Eingangstür ist mit Kupferblech verkleidet, auf dem mit erhabenen Lettern der biblische Spruch steht: Größere Liebe hat keiner als die, dass er sein Leben lässt für seine Freunde.
In dem Halbrund hinter dem Ehrenmal steht eine Anzahl von Basaltlava-Tafeln der einzelnen Ortsgruppen des ehemaligen Regimentsverbandes der 29er sowie der Gemeinschaften, die im Rahmen des Wiederaufbaus mitgewirkt haben.
Im Außenbereich der Kriegergedächtniskapelle stand einstmals auf einem Steinsockel ein bronzenes Soldatenstandbild, das jedoch während des Zweiten Weltkrieges eingeschmolzen wurde. Neben dem Gebäude sind überdachte Informationstafeln aufgestellt.

## Tradition
Träger des Ehrenmals sind der Landkreis Neuwied, die Verbandsgemeinde Bad Hönningen und die Ortsgemeinde Rheinbrohl. Die Pflege und Instandhaltung nehmen die Vereinigung ehemaliger 29er und Förderer des Ehrenmals e. V. Rheinbrohl und Mitglieder des Rheinbrohler Junggesellenvereins sowie der Freiwilligen Feuerwehr wahr. Seit einigen Jahren helfen auch die Nachbarschaft Die Gaulentaler und die Außengruppe des Wohn- und Pflegeheims Arienheller für psychisch behinderte Menschen.
Zentrale Veranstaltung im Jahresablauf ist die überregionale Mahn- und Gedenkstunde für alle Opfer von Krieg, Terror und Gewalt am Volkstrauertag. Als besonderer Friedensgruß von der Rheinbrohler Ley wird seit 1958 alljährlich zum ersten Advent ein beleuchteter Weihnachtsbaum aufgestellt. Dieser ist, wie das Ehrenmal, weithin über den Rhein sichtbar.
Das Ehrenmal ist auf einem Rheintaler abgebildet.

## Sonstiges
In den 1920er-Jahren war ein großes Reichsehrenmal auf dem Hammersteiner Werth geplant, einer der Entwürfe dazu stammte ebenfalls von Carl Burger.

## Quelle
- 50 Jahre Vereinigung ehemaliger 29er und Förderer des Ehrenmals, 75 Jahre 29er Ehrenmal auf der Rheinbrohler Ley. (Festschrift) o. O. 2008.